# زنی از دریا
زنی از دریا (انگلیسی: A Woman of the Sea)، همچنین شناخته شده با عنوان مرغان دریایی (به انگلیسی: Sea Gulls) فیلمی صامت اکران نشده به کارگردانی جوزف فون اشترنبرگ و تولید شده توسط شرکت فیلم چاپلین محصول سال ۱۹۲۶ است. این فیلم یکی از تنها دو فیلم گمشده چارلی چاپلین است (فیلم دیگر دوستش راهزن بود) که توسط خود چاپلین برای کسر مالیات از بین رفته‌است.
از بازیگران آن می‌توان به ادنا پرواینس اشاره کرد.